# Lędziny

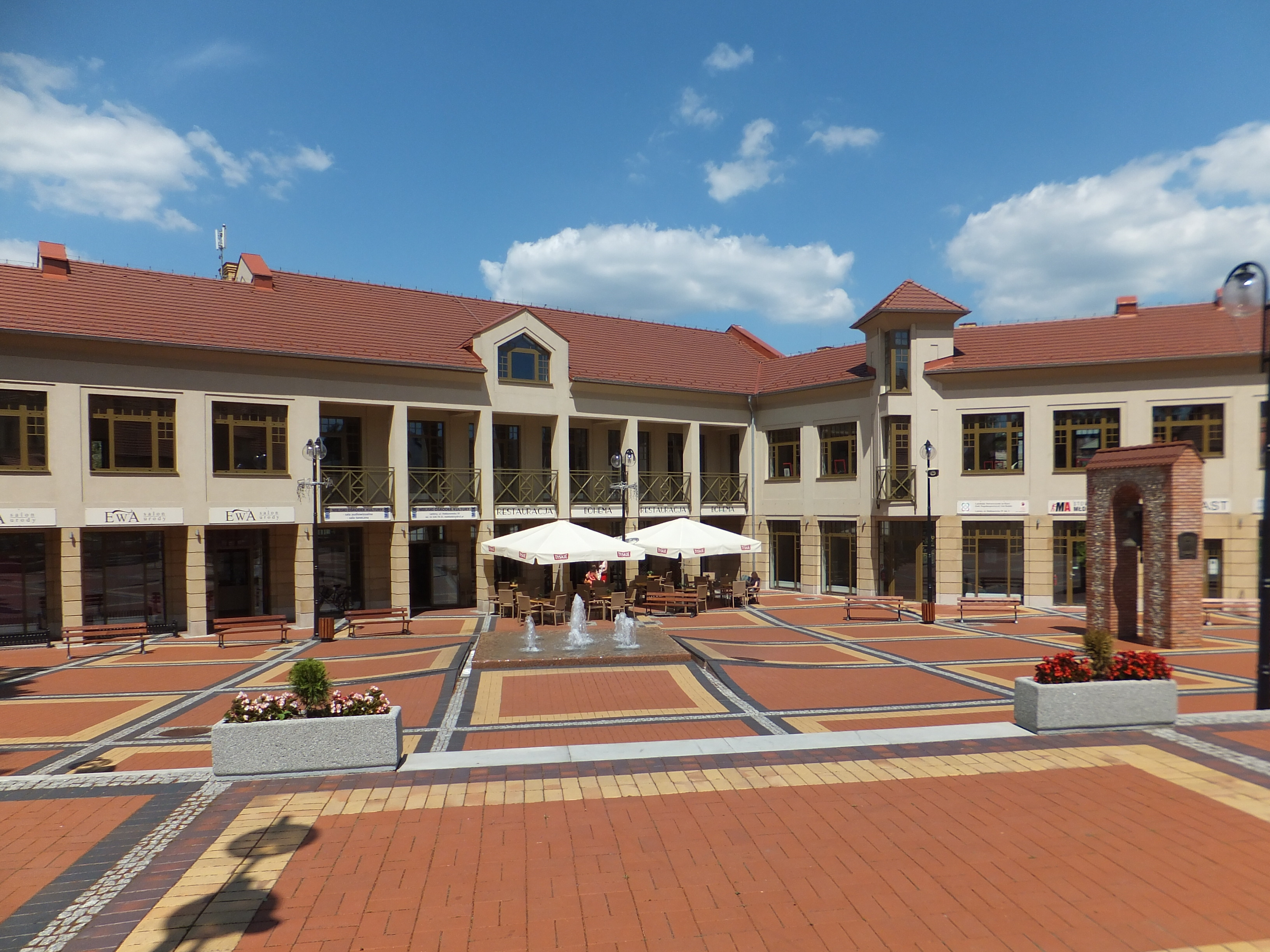
Plac Farski – Platz im Stadtzentrum

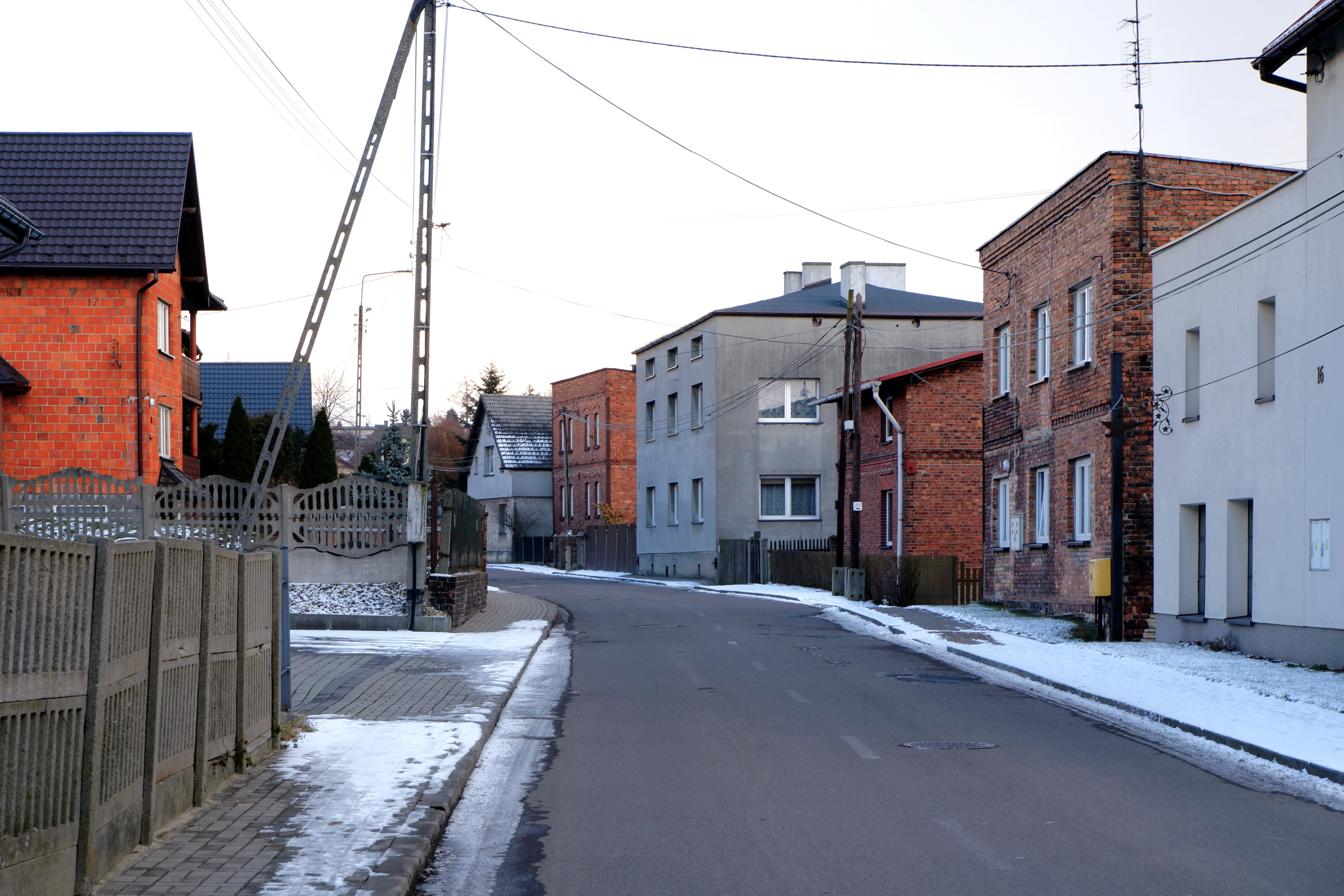
Sobieskiego-Straße

Lędziny (deutsch Lendzin) ist eine Stadt im Powiat Bieruńsko-Lędziński (Berun-Lendziner Distrikt) in der  polnischen Woiwodschaft Schlesien.

## Geographie
Die Stadt liegt 16 km südlich von Kattowitz und 7 km nördlich der Kreisstadt Bieruń (Berun). Sie  hat eine Flächenausdehnung von 31,04 km². 61 % des Gemeindegebiets werden landwirtschaftlich genutzt, 15 % sind mit Wald bedeckt.

### Stadtgliederung
Die Stadt ist in 9 Verwaltungsbereiche gegliedert:
- Hołdunów (Anhalt)
- Świniowy (Swinow)
- Ratusz (Rathhaus)
- Smardzowice (Smarzowitz)
- Zamoście (Zamosc)
- Blych (Bleiche)
- Rachowy
- Górki (Gurkau)
- Goławiec (Gollawietz)

### Nachbarstädte
Im Norden liegt Mysłowice (Myslowitz),  östlich Imielin (Imielin), südöstlich  Chełm Śląski (Groß Chelm), südlich Bieruń und etwas weiter im Westen  Tychy (Tichau).

## Geschichte
Das Gebiet gehörte in der Stammeszeit zu einem „Niemandsland“, das die Wislanen im Osten von den Opolanen und den Golensizen im Westen abgrenzte und wurde erst im 11. und 12. Jahrhundert als Teil Kleinpolens besiedelt. Der Ort liegt jedoch am westlichen Rand des Teilgebiets Oberschlesiens, das 1177/1179 aus dem Herzogtum Krakau ausgegliedert wurde und zum Herzogtum Ratibor kam, das von den Schlesischen Piasten regiert wurde. Aus dieser Zeit rührte die bis 1821 bestehende Zugehörigkeit zum Bistum Krakau (danach im Bistum Breslau, ab 1925 im Bistum Katowice). Die Pfarrei von Lędziny umfasste im 13. Jahrhundert auch die Mehrheit des Gebiets der heutigen Stadt Jaworzno auf der kleinpolnischen Seite der Przemsa, aus dem noch im späten 15. Jahrhundert der Zehnt bezahlen wurde.
Eine erste schriftliche Erwähnung des Orts stammt aus dem zwölften Jahrhundert. Das Dorf bestand aus zwei Teilen, der eine gehörte zum Benediktinerinnenkloster in Staniątki und der andere gehörte zum Fürstentum Ratibor. 1555 wurden die beiden Teile des Dorfes zusammengeführt. In der Zeit der Reformation war die Pfarrei in Lędziny die einzige im Dekanat von Pszczyna (Pleß), die nicht protestantisch wurde.
Von der Habsburgermonarchie kam Lendzin 1742 an Preußen. In der ersten Hälfte des neunzehnten Jahrhunderts begann hier die Kohleförderung.
Im Rahmen der Bestimmungen des Versailler Vertrags musste Lendzin 1922 an Polen abgetreten werden. Während des Zweiten Weltkrieges gab es in der Stadt mehrere Arbeitslager, die dem KZ Auschwitz unterstanden. Nachdem die Ortschaft am 27. Januar 1945, kurz vor Kriegsende, von der Roten Armee eingenommen worden war, wurde sie im Sommer 1945 von der sowjetischen Besatzungsmacht an Polen zurückgegeben.

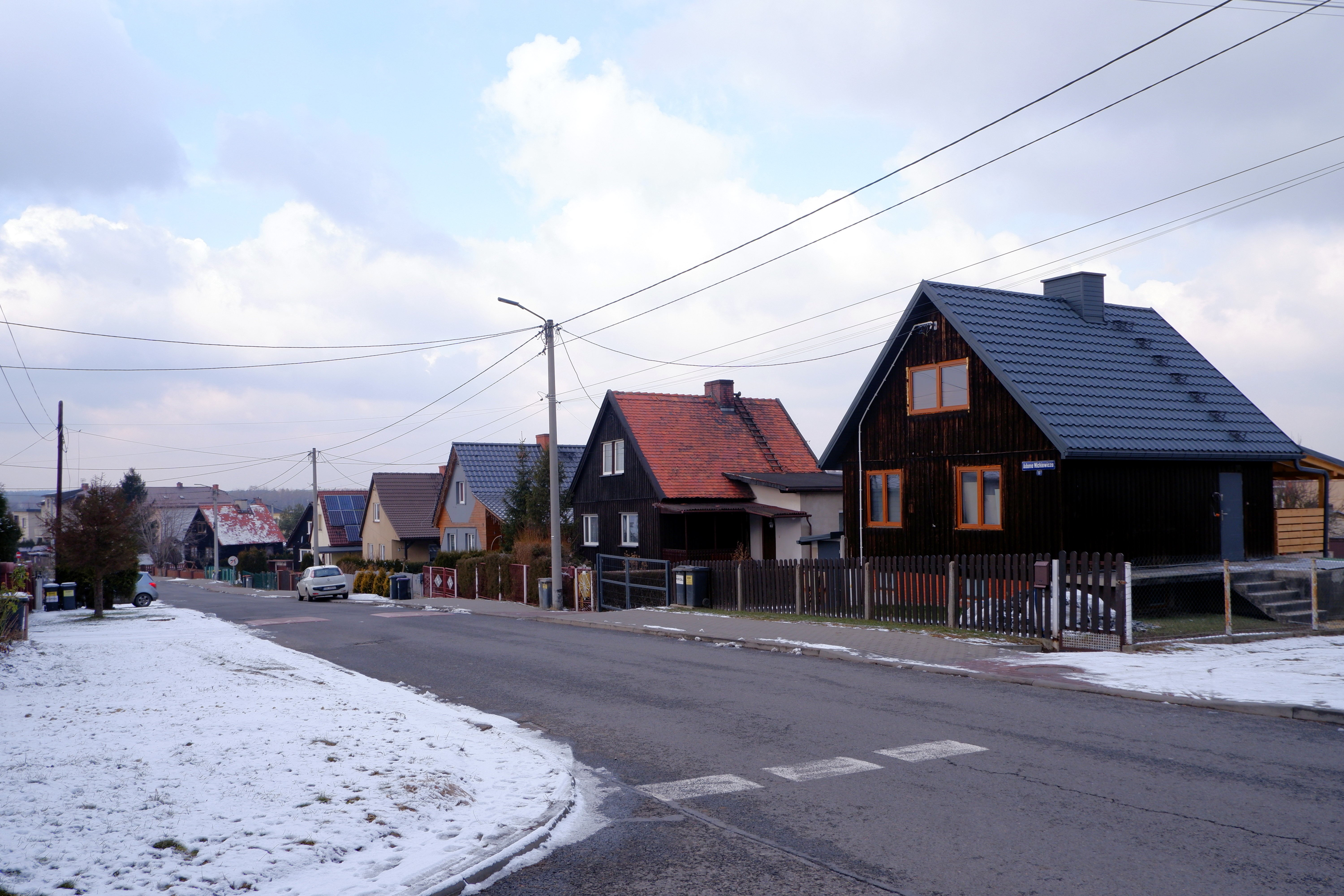
„Finnische Häuser“ aus den 1950er Jahren im Stadtteil Hołdunów

Im November 1945 wurde Lędziny Sitz der Gemeinde Lędziny, diese Bestand aus Lędziny, Hołdunów und Smardzowice. 1951 wurde die Gemeinde in Hołdunów umbenannt. 1966 erhielt Lędziny das Stadtrecht. Von 1975 bis 1998 gehörte sie zur Woiwodschaft Kattowitz. Mit der Verwaltungsreform von 1975 wurde die Stadt ein Teil von Tychy, im April 1991 wurde Lędziny als kreisfreie Stadt wieder selbstständig. Seit dem 1. Januar 2002 gehört die Gemeinde zum Powiat Bieruńsko-Lędziński.

## Politik

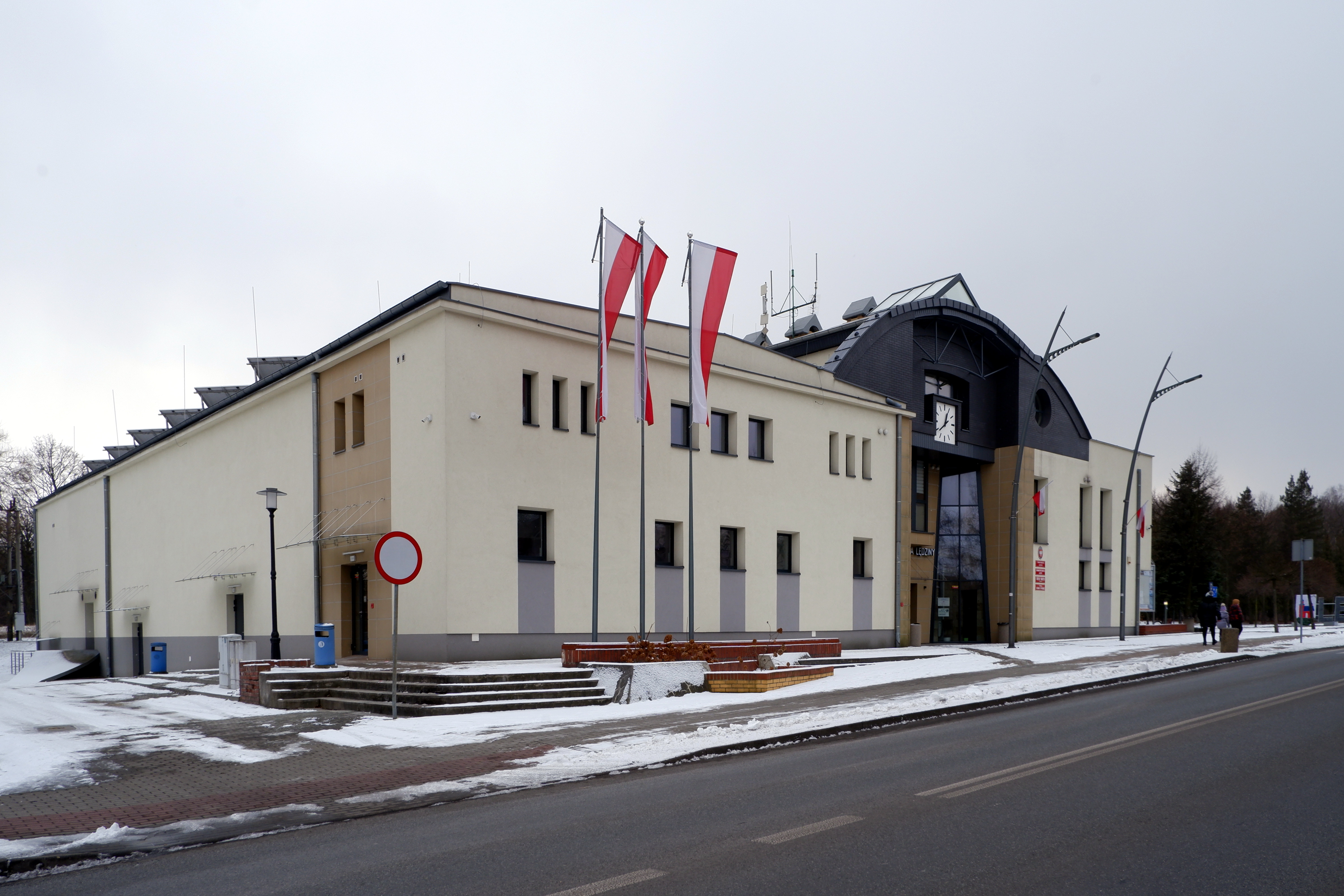
Das Rathaus der Stadt

### Bürgermeister
An der Spitze der Verwaltung steht der Bürgermeister. Seit 2014 war dies Krystyna Wróbel, die 2024 nicht mehr antrat. Die turnusmäßige Wahl im April 2024 brachte folgendes Ergebnis:
- Marcin Majer (Wahlkomitee „Lędziny wieder neu“) 49,8 % der Stimmen
- Tomasz Kostyra (Wahlkomitee „Tomasz Kostyra – Lędziny verbindet uns“) 28,2 % der Stimmen
- Janusz Freitag (Wahlkomitee Janusz Freitag) 11,9 % der Stimmen
- Łukasz Kuczek (Wahlkomitee „Łukasz Kuczek – Gemeinsam für Lędziny“) 10,1 % der Stimmen

In der damit notwendigen Stichwahl wurde Majer mit 67,9 % der Stimmen gegen Kostyra zum neuen Bürgermeister gewählt.
Die turnusmäßige Wahl im Oktober 2018 brachte folgendes Ergebnis:
- Krystyna Wróbel (Wahlkomitee Krystyna Wróbel) 48,7 % der Stimmen
- Janusz Freitag (Prawo i Sprawiedliwość) 17,0 % der Stimmen
- Henryk Barcik (Wahlkomitee Henryk Barcik) 15,5 % der Stimmen
- Katarzyna Ficek-Wojciuch (Wahlkomitee Katarzyna Ficek-Wojciuch) 10,8 % der Stimmen
- Marius Żołna (Wahlkomitee Marius Żołna) 8,0 % der Stimmen

In der damit notwendigen Stichwahl wurde Wróbel mit 73,7 % der Stimmen gegen Freitag für eine weitere Amtszeit gewählt.

### Stadtrat
Der Stadtrat von Lędziny besteht aus 15 Mitgliedern. Die Wahl 2024 führte zu folgendem Ergebnis:
- Wahlkomitee „Lędziny wieder neu“ 38,2 % der Stimmen, 9 Sitze
- Wahlkomitee „Tomasz Kostyra – Lędziny verbindet uns“ 30,4 % der Stimmen, 5 Sitze
- Wahlkomitee „Łukasz Kuczek – Gemeinsam für Lędziny“ 15,3 % der Stimmen, kein Sitz
- Wahlkomitee Janusz Freitag 8,4 % der Stimmen, kein Sitz
- Wahlkomitee „Über die Bereiche hinaus“ 5,0 % der Stimmen, 1 Sitz
- Übrige 2,7 % der Stimmen, kein Sitz

Die Wahl 2018 führte zu folgendem Ergebnis:
- Wahlkomitee Krystyna Wróbel 34,0 % der Stimmen, 7 Sitze
- Prawo i Sprawiedliwość (PiS) 24,0 % der Stimmen, 5 Sitze
- Wahlkomitee Henryk Barcik 20,5 % der Stimmen, 1 Sitz
- Wahlkomitee Katarzyna Ficek-Wojciuch 13,3 % der Stimmen, 2 Sitze
- Wahlkomitee Zdisław Rudol 5,9 % der Stimmen, kein Sitz
- Übrige 2,4 % der Stimmen, kein Sitz

### Städtepartnerschaften
- Uničov (Tschechien)
- Roccagorga (Italien)
- Revúca (Slowakei)

## Wirtschaft und Infrastruktur

### Verkehr
Lędziny liegt unmittelbar an der S1 mit der Anschlussstelle Lędziny-Hołdunów.
Lędziny wird durch den kommunalen Verkehrsverbund ZTM bedient. Es bestehen unter anderem Verbindungen nach Bieruń, Katowice, Imielin, Chełm Śląski, Mysłowice und Tychy.
Die nächstgelegenen internationalen Flughäfen sind der Flughafen Katowice bei Pyrzowice (ca. 50 km vom Ortskern Lędziny) und der Flughafen Krakau-Balice (ca. 60 km vom Ortskern Lędziny).
Der größte nächstgelegene Bahnhof ist der Bahnhof Katowice, er ist der größte Eisenbahnknotenpunkt Polens.

### Ansässige Unternehmen
- KWK Ziemowit

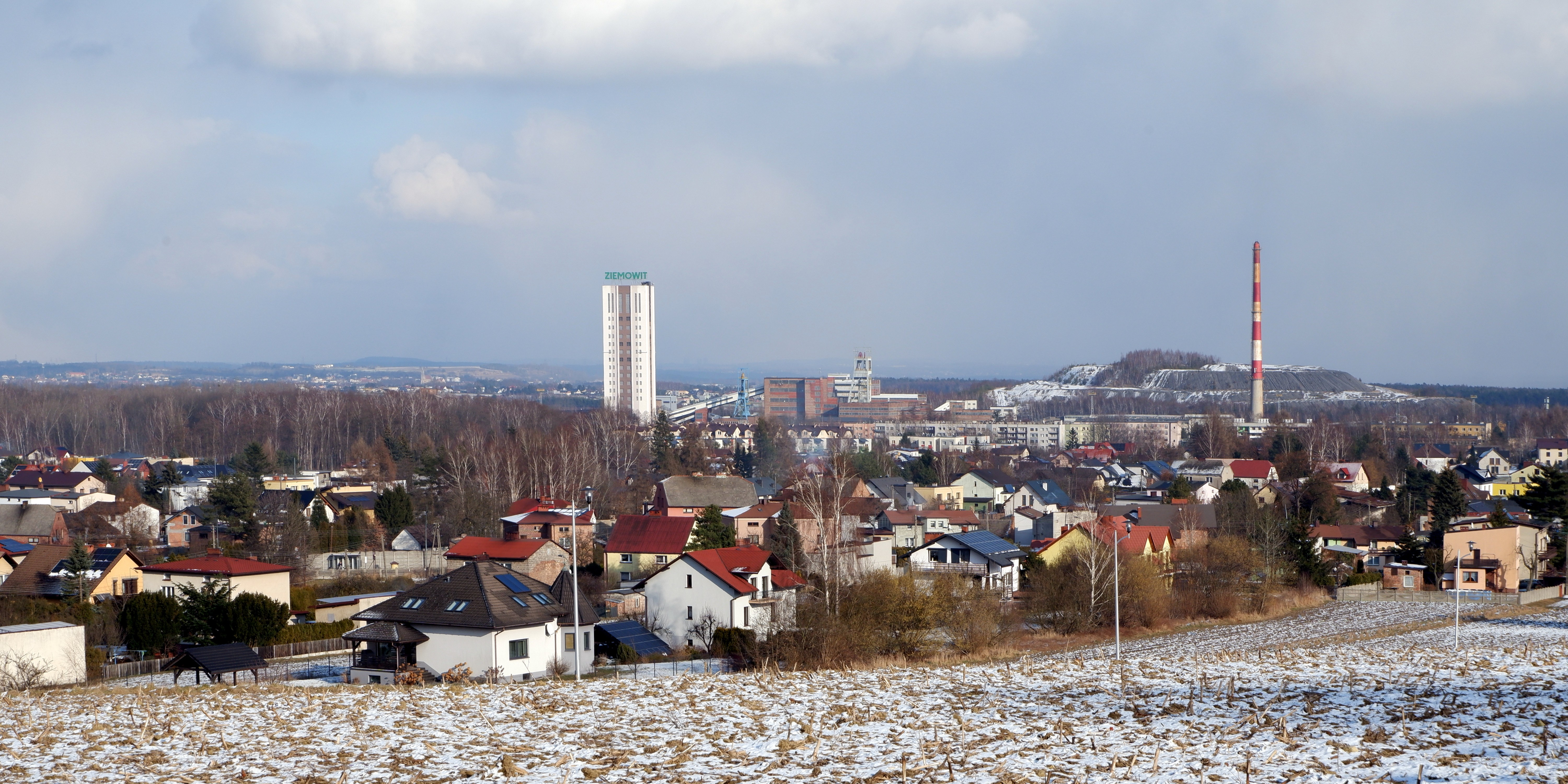
Landschaft mit der Ziemowit-Zeche

Die KWK Ziemowit ist die aktive Zeche und der größte Arbeitgeber der Stadt. Sie unterhält ungefähr 4400 Mitarbeiter und fördert jährlich etwa 4 Mio. Tonnen Kohle. Die Schächte verteilen sich auf ein Gebiet von rund 64 km².
- Fiat Auto Poland

Bei Lędziny liegt das Gelände der Produktion von Fiat in Polen. Es wird gestritten, ob die Fabrik auf dem Gelände von Bieruń oder von Tychy liegt. Meistens ist aber von Tychy die Rede.

## Bildung
In Lędziny existieren drei Gymnasien, drei Grundschulen, zwei Kindergärten und Powiatowy Zespół Szkół (deutsch: Bezirksschulen), das enthält Technikum, Liceum und Berufsschule.

## Medien

### Lędziny teraz
Die Lędziny teraz (deutsch: Lędziny jetzt) ist die Zeitung der Stadt. Sie wird täglich von der Stadtverwaltung herausgegeben. In ihr stehen Beschlüsse der Stadtverwaltung oder lokale Nachrichten. Oft stehen dort auch kurze Berichte über die Arbeit der Schulen oder über die Arbeit in der Zeche.

## Kultur und Sehenswürdigkeiten

### Kirchen

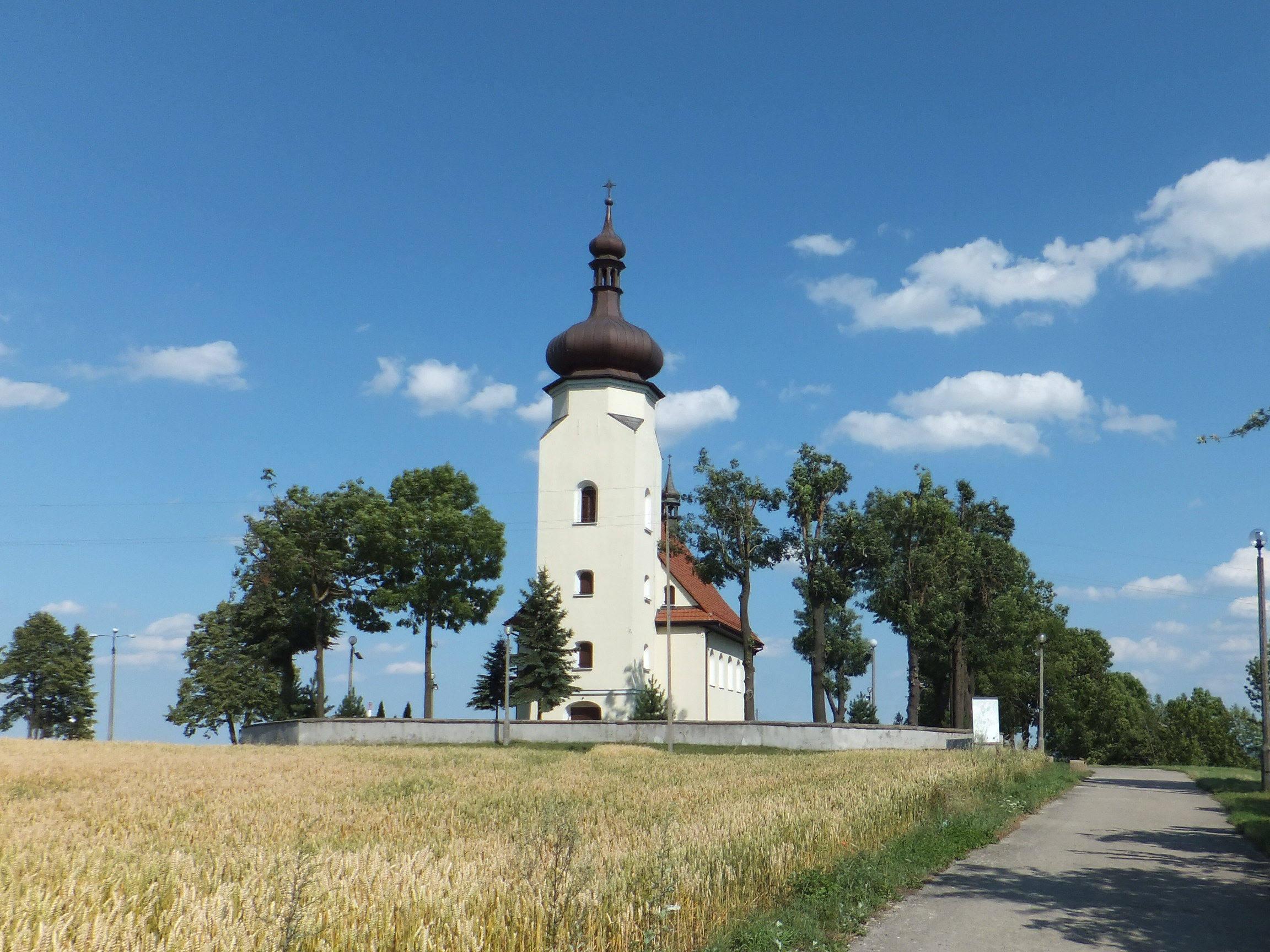
Kościół św. Klemensa
Kirche des heiligen Clemens

In Lędziny befinden sich folgende Kirchen:
- Kościół św. Klemensa (deutsch: Kirche Heiliger Clemens) ist die bekannteste Kirche und das bekannteste Wahrzeichen von Lędziny. Sie liegt auf dem Hügel Klimont und ist auch im Wappen der Stadt zu sehen.
- Kościół Chrystusa Króla (deutsch: Kirche Christus König) ist die größte Kirche in Lędziny. Sie liegt im Stadtteil Hołdunów.
- Kościół św. Anny (deutsch: Kirche Heilige Anna) im Stadtzentrum.
- Kościół Matki Bożej Różańcowej (deutsch: Kirche des Rosenkranzfestes) ebenfalls im Stadtzentrum, in der Nähe des Rathauses.
- Kościół Wniebowzięcia Najświętszej Maryi Panny (deutsch: Kirche Mariä Aufnahme in den Himmel) im Stadtteil Goławiec.
- Kościół św. Apostołów Piotra i Pawła (deutsch: Kirche Apostel St. Peter und Paul) im Stadtteil Górki.
- Kościół pw. św. Trójcy (deutsch Dreifaltigkeitskirche; evangelisch-augsburgische Kirche in Polen) im Stadtteil Hołdunów.

### Freizeit und Erholung
In Lędziny gibt es ein Freizeit- und Sportzentrum. Dort befindet sich ein Fitnessraum, eine Sporthalle und ein modernes Hallenbad.
Der örtliche Fußballclub MKS Lędziny (deutsch: Örtlicher Sportclub Lędziny) der schlesischen Liga betreibt auch ein Stadion in der Stadt.